# Jazztronik
Jazztronik(재즈트로닉)은 일본의 재즈 일렉트로니카 그룹으로, 디스크 자키이자, 피아니스트, 작곡가인 노자키 료타의 솔로 유닛이다. 주요 장르는 재즈에 기반을 둔 하우스 음악이다.

## 앨범 목록

### 싱글 앨범
- 《MADRUGADA/TIGER EYES》 - 2004년 11월 3일
- 《ベッドタイムストーリー》 - 2010년 9월 29일

### 정규 앨범
- 《numero uno》 - 1999년 8월 21일(2002년 5월 7일에 재발매됨.)
- 《Inner Flight》 - 2001년 3월 26일
- 《SET FREE》 - 2003년 4월 2일
- 《七色》 - 2004년 2월 4일
- 《Tiki Tiki》 - 2002년 6월 26일
- 《Nu Balance》 - 2005년 2월 23일
- 《CANNIBAL ROCK》 - 2005년 8월 31일
- 《en:Code》 - 2005년 12월 7일
- 《Love Tribe》　- 2007년 1월 1일
- 《Life Syncopation》 - 2007년 3월 28일
- 《Grand Blue》 - 2007년 6월 27일
- 《JTK》 - 2008년 12월 17일
- 《Dig Dig Dig》 - 2011년 6월 8일

### 미니 앨범
- 《Nu Balance session 1》 - 2000년 6월 21일
- 《Nu Balance session 2》 - 2000년 6월 21일
- 《Horizon》 - 2003년 6월 25일
- 《Beauty-Flow》 - 2007년 3월 14일
- 《Repro.》 - 2008년 7월 16일

### 리믹스 앨범
- 《Tender Vision Remixes+2》 - 2001년 10월 25일
- 《the REMIXES PART : I》 - 2006년 3월 29일
- 《the REMIXES PART : II》 - 2006년 3월 29일

### 믹스 CD
- 《JAZZTRONICA!!》 - 2005년 2월 9일
- 《Jazztronik presents JAZZTRONICA!!2》 - 2006년 8월 9일
- 《In The House》 - 2007년 8월 26일
- 《Lovetronica!!》 - 2009년 3월 16일